# Contra Apião
Contra Apião (em grego clássico: Φλαΐου Ἰωσήπου περὶ ἀρχαιότητος Ἰουδαίων λόγος α e Φλαΐου Ἰωσήπου περὶ ἀρχαιότητος ἀντιρρητικὸς λόγος β; em latim: Contra Apionem ou Em Apionem) é uma obra escrita em dois livros por Flávio Josefo e dedicados a um tal Epafrodito, onde no primeiro ele se concentra em provar a antiguidade do povo judeu, e posteriormente no segundo, defender os judeus de ataques antissemitas, em especial de um gramático egípcio, Apião.